# Pi-Puppiden
Die Pi-Puppiden sind ein Meteorstrom des Südhimmels und ist von Mitteleuropa aus nicht beobachtbar. Der Radiant befindet sich im Sternbild Puppis.
Die Aktivität der Pi-Puppiden ist meist sehr gering. Doch wurden in der Vergangenheit erhöhte Meteorraten beobachtet, unter anderem in den Jahren 1977 und 1982, als die ZHR für eine kurze Zeit bei 40 Meteoren pro Stunde lag. In diesen Jahren befand sich der Mutterkörper 26P/Grigg-Skjellerup im Perihel, das damals noch innerhalb der Erdbahn lag. Mittlerweile hat der Planet Jupiter diesen Kometen auf eine neue Umlaufbahn gelenkt, sodass sich dessen Perihel nun außerhalb der Erdbahn befindet. Daher sind die Aktivitätsraten bei zukünftigen Perihelpassagen des Kometen ungewiss.